# Villanueva (Puebla de Trives)
Villanueva (llamada oficialmente Santa María de Vilanova) es una parroquia y un lugar del municipio español de Puebla de Trives, en la provincia de Orense, Galicia.

## Toponimia
La parroquia también es conocida por el nombre de Santa María de Villanueva.

## Organización territorial
La parroquia está formada por cuatro entidades de población, constando una de ellas en el nomenclátor del Instituto Nacional de Estadística español:
- Escuadrio
- Pereira (A Pereira)
- Toimiro
- Villanueva (Vilanova)(Villanueva-Pereira)

## Demografía
Gráfica demográfica del lugar y parroquia de Villanueva según el INE español:
| Gráfica de evolución demográfica de Villanueva entre 2000 y 2023 |
|                                                                  |
| Datos según el nomenclátor publicado por el INE.                 |